# Donatien Melingui Nouma
Donatien Melingui Nouma, né le 14 décembre 1957 est un militaire camerounais. Relevé du front de la crise anglophone dans la région du Sud-Ouest du Cameroun en 2018, un an après sa promotion comme général d'armée, il est chargé de diriger les cérémonies militaires de la 52e édition de la fête de l'unité nationale camerounaise le 20 mai 2024.  

## Biographie

### Enfance et études
Donatien Melingui Nouma nait le 14 décembre 1957. Il Intègre l'école militaire interarmée de Yaoundé en 1987. Il est titulaire d'un brevet de l'enseignement militaire supérieur du 2d degré du CID de Paris. Il est titulaire d'un master en histoire militaire de l'école pratique des hautes études à Paris. Il a été scolarisé à l'école d'État major du Maroc et du Ghana, où il a reçu un diplôme d'ingénieur en électronique (maintenance radar).

### Carrière militaire
Donatien Melingui Nouma entame sa carrière à la CTV comme ingénieur. Lorsqu'il quitte sa carrière civile pour intégrer l'armée, il est envoyé sur le terrain dans le département du Mayo-Sava dans le cadre de l'opération Scorpion contre les coupeurs de route. Il intègre la DSP en 1995 et commande ensuite la brigade chargée de la sécurité du quartier général de Yaoundé,.
En 2018, il est remplacé du front de la crise anglophone dans la région du Sud-Ouest par un colonel, un an après sa promotion comme général d'armée,. Il est alors accusé d'avoir ordonné l'incendie de maisons de personnes soupçonnées d'abriter des séparatistes,,,.
Désormais inspecteur des forces à l'état-major des armées, il dirige le 20 mai 2024 les cérémonies militaires de la fête nationale de l'unité.